# パリ天文台
座標: 北緯48度50分11.18秒 東経2度20分11.42秒 / 北緯48.8364389度 東経2.3365056度

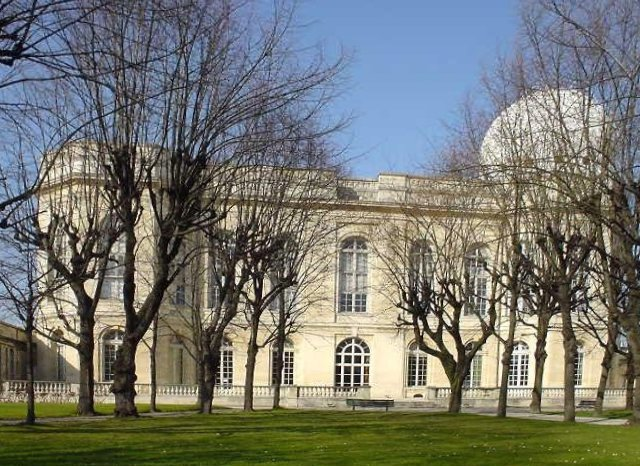
パリ天文台

パリ天文台（パリてんもんだい、仏：Observatoire de Paris）は、フランス・パリ14区オブセルヴァトワール通り (Avenue de l'Observatoire) 61番地にある、フランス国内最大の天文台で、世界最大級の天文学研究センターのひとつである。また、PSL研究大学の正式機関でもある。

## 組織
パリ天文台はフランス国民教育省のグランエタブリスマンのひとつであり、その位置づけは国立大学に近い。その役割は以下のとおり。
- 天文学と天体物理学の研究
- 教育（4修士課程・博士課程）
- 天文知識の普及

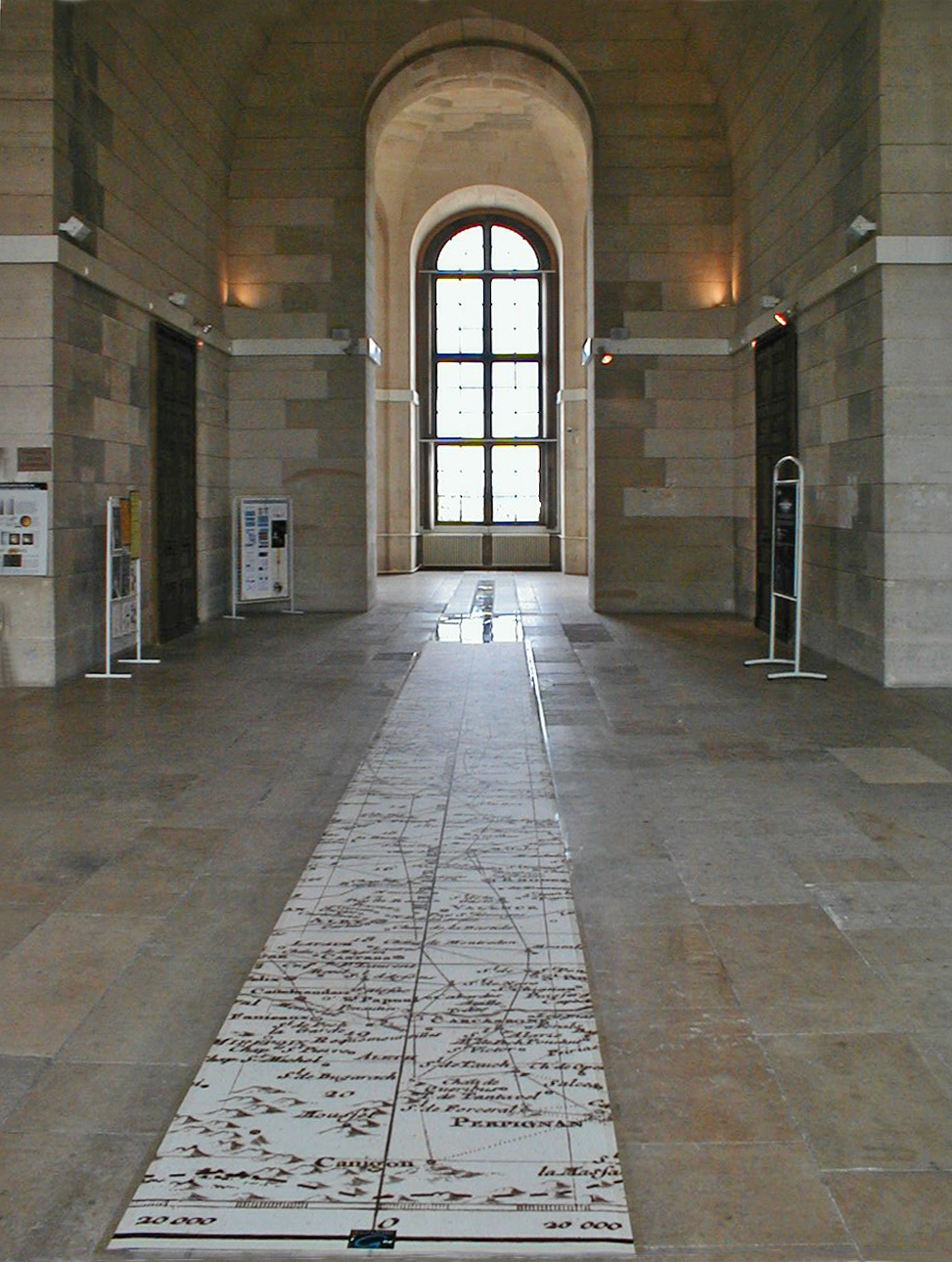
パリ天文台の子午線室（別名カッシーニ室）。パリ子午線が床面を走る

ムードン（北緯48度48分18.32秒 東経2度13分51.61秒 / 北緯48.8050889度 東経2.2310028度）に付属太陽観測所、ナンセ **に電波観測所がある。またここには1987年まで国際報時局（BIH）が置かれていたが、その業務は1988年に国際度量衡局（BIPM）に移管された。

## 歴史
フランスの国際貿易と海上交通が活発化した17世紀に、ジャン＝バティスト・コルベールの野心的計画から実現した。1667年、ルイ14世の治世に建設が始まり、1671年に竣工した。建設を担当したのはコルベールの秘書で公共事業の統括責任者シャルル・ペローと建築家クロード・ペロー **とみられるが、この2人は兄弟である。光学機器はジュゼッペ・カンパーニ **が製作した。建物は1730年、1810年、1834年、1850年、1951年に拡張された.。最後の増築時にはジャン・プルーヴェデザインの子午線室が設置された。
パリ天文台は世界初の国の海事暦 Connaissance des temps **を1679年に出版したが、ここでは海上の船乗りが経度を確定する手段として木星の衛星による食現象を利用した。1863年、パリ天文台は初の近代的気象図を出版した。1882年には口径33cmの屈折天体写真儀を設置、国際協力による星表 Carte du Ciel ** プロジェクトの先鞭をつけた。
1913年11月にパリ天文台はエッフェル塔をアンテナとして使い、アメリカ海軍天文台と無線信号（電波）を交換して、2地点間の正確な経度差を決定した。

## 歴代台長
天文台が開設されてから100年間は台長の職が設けられておらず、1771年の秋、セザール＝フランソワ・カッシーニが初めて正式なパリ天文台台長となった。それまでは各メンバーが好きなときに観測をして良いこととなっていた。ジョヴァンニ・カッシーニ（フランス名：ジャン＝ドミニク・カッシーニ）はルイ14世に招聘されてパリに移り住み、パリ天文台が開設されると天文台の住居に移り住んで観測を行った。同様に息子のジャック・カッシーニもパリ天文台で観測を行ったが、いずれも正式な台長ではなかった。
カッコ内は在任期間
- セザール＝フランソワ・カッシーニ（別名カッシーニ・ド・チュリー）**（1771年-1784年）
- ジャン＝ドミニク・カッシーニ (カッシーニ4世)**（1784年-1793年）
- （臨時）Jean Pemy de Villeneuve（1793年-1794年）
- （臨時）ニコラ＝アントワーヌ・ヌエット**（1794年-1795年）
- ジェローム・ラランド（1795年-1800年）
- ピエール・メシャン（1800年-1804年）
- ジャン＝バティスト・ジョゼフ・ドランブル（1804年-1822年）
- アレクシス・ブヴァール（1822年-1843年）
- フランソワ・アラゴ（1843年-1853年）
- ユルバン・ルヴェリエ（1854年-1870年）
- シャルル＝ウジェーヌ・ドロネー（1870年-1873年）
- ユルバン・ルヴェリエ（1873年-1877年）
- アメデ・ムーシェ（1878年-1892年）
- フェリックス・チスラン（1892年-1896年）
- モーリス・ローイ（1896年-1907年）
- バンジャマン・バイヨー（1908年-1926年）
- アンリ・デランドル（1926年-1929年）
- エルネスト・エスクランゴン**（1929年-1944年）
- アンドレ・ダンジョン（1945年-1963年）
- ジャン＝フランソワ・ドニス（1963年-1967年）
- ジャン・ドレー***（1967年-1971年）
- レーモン・ミシャール（1971年-1976年）
- ジャック・ブーロン（1976年-1981年）
- ピエール・シャルヴァン（1981年-1991年）
- ミシェル・コンブ（1991年-1999年）
- ピエール・クテュリエ（1999年-2003年）
- ダニエル・エグレ（2003年-2011年）
- Claude Catala (2011年- )